# Scultura in filo

Scultura in filo si riferisce alla creazione di sculture o gioielli, (spesso conosciuti come gioielli in filo).  L'uso del filo metallico in gioielleria risale alla II dinastia egizia e all'età del Bronzo e del Ferro in Europa. Nel XX secolo, le opere di Alexander Calder, Ruth Asawa, ed altri praticanti svilupparono la tecnica della scultura in filo come forma d'arte.

## Alexander Calder
Alexander Calder (1898–1976), uno scultore statunitense, sviluppò considerevolmente l'impiego del filo come mezzo per la scultura con il suo Cirque Calder, un'opera basata sul movimento e la cinetica, così come oggetti d'arte, ad esempio Two Acrobats, Romulus and Remus, and Hercules and Lion.
Nel 1926, dopo un tentativo mal riuscito di produrre giocattoli su richiesta di un commerciante Serbo di Parigi, Calder iniziò a creare il suo Cirque Calder, un circo in miniatura con modelli mobili di vari artisti circensi, come mangiaspade e domatori di leoni. Successivamente, Calder creò opere complete solo usando filo e nel 1927 espose le sue sculture alla Weyhe Gallery a New York. Nel 1930 fece una personale di sculture in filo a Parigi nella Galleria Billiet.
Le sculture in filo di Calder furono per lo più ritratti, caricature e rappresentazioni stilizzate di persone ed animali. Mentre in origine le sculture in filo furono ritenute semplicemente espressione di abilità e giocosità, come il suo lavoro prese a svilupparsi, Calder iniziò a comprendere come la scultura in filo ebbe un ruolo importante nella storia dell'arte ed intravide le grandi possibilità offerte dal mezzo.

## Ruth Asawa
Ruth Asawa ebbe notorietà quando le sue sculture furono esposte sia al Whitney Museum of American Art che alla Biennale d'Arte di San Paolo del 1955. Asawa apprese l'uso di materiali comuni da Josef Albers, il suo insegnante al Black Mountain College, ed iniziò a sperimentare con il filo usando varie tecniche.
Negli anni '50 Asawa sperimentò con sculture all'uncinetto di forme astratte che appaiono come disegni tridimensionali. Acquisì le tecniche base a Toluca, Messico, dove gli abitanti del villaggio usavano un metodo simile per costruire cesti mediante filo galvanizzato.
Nel 1962 Asawa iniziò a sperimentare sculture in filo intrecciato di immagini tratte dalla natura, geometriche ed astratte.

## Praticanti moderni delle sculture in filo
Tra gli artisti del filo moderni:
- Gavin Worth ha utilizzato sculture in filo per immagini realistiche in forme astratte 3D. Worth abbracciò il concetto di mobilità nella scultura di Caldera, facendo divenire l'osservatore l'elemento mobile.  Posizionando immagini variabili su piani diversi della scultura, l'immagine muta in relazione alla visuale dell'osservatore.[3]
- Kue King ha costruito la propria fama combinando filo e piume. Egli modella il filo usando una tecnica di intreccio additivo. Invece di creare forme con la sola trama del filo, le costruisce usando quest'ultima come fosse argilla.

## Gioielleria
Poiché gli utensili necessari sono semplici, le tecniche per creare gioielli in filo intrecciato possono essere apprese e messe in atto in casa propria da artisti per hobby. Gli utensili sono normalmente pinze, lime, trochesi e mandrini.
Il filo usato può essere costituito da una varietà di metalli decorativi variamente intersecanti. La gioielleria può essere integrata da perline (bigiotteria) o da gemme per impreziosirne il design.

## Metalli impiegati
Agli artisti che iniziano con il filo non conviene farlo utilizzando materiali preziosi come l'argento o l'oro. In alternativa si possono impiegare materiali meno costosi e più duttili, come ottone, rame, alluminio, oppure oro a 14K gold filled. L'artista generalmente acquisisce esperienza lavorando vari soggetti ed apprendendo dimestichezza con il filo. Esistono molti modi per trattare e intrecciare il filo. Successivamente si può passare a metalli più nobili come l'argento 925 e l'oro gold filled 14K.

L'oro 14k gold filled wire è una sorta di tubo capillare che ha un'anima di ottone da gioielliere. Quindi non si tratta di oro placcato, poiché contiene una quantità d'oro circa 100 volte superiore.